# Сидмонтонский Фестиваль
Сидмонтонский Фестиваль (англ. Sydmonton Festival) — летний фестиваль, проходящий в графстве Гэмпшир, в загородном поместье Сидмонтон Корт, принадлежащем композитору Эндрю Ллойду Уэбберу, в переделанной в мини-театр часовне XVI века, во время которого происходит представление новых произведений узкому кругу лиц, связанных с театром, телевидением или кино для определения их будущего потенциала и коммерческой жизнеспособности.
Среди проектов Ллойда Уэббера на фестивале впервые были представлены: «Эвита», «Вариации», «Расскажи мне в воскресенье», «Кошки», «Звёздный Экспресс», «Аспекты любви», «Призрак Оперы», «Бульвар Сансет», «Свистни по ветру», «Дживс», «Прекрасная игра», «Женщина в белом», «Такие, как мы» и «Любовь не умрёт никогда», а также во второй раз был показан «Крикет».
Также впервые на фестивале были представлены: «Nunc Dimittis», «Masquerade» и «Tomorrow Shall Be My Dancing Day» Рода Арджента, «Cafe Puccini» Робина Рэя, «Girlfriends» Говарда Гудолла и Ричарда Кертиса, «Love Songs» Чарльза Харта, «La Bête» Дэвида Хирсона, «Yosopv» Кита Хескет-Харви и Джеймса Макконнела и «Address Unknown» Кэтрин Крессман Тейлор.